# Mauro Vinícius da Silva
Mauro Vinicius Hilario Lourenço « Duda » da Silva (né le 26 décembre 1986 à Presidente Prudente), est un athlète brésilien, spécialiste du saut en longueur, champion du monde en salle en 2012 et 2014.

## Biographie
Il participe aux Jeux olympiques de 2008, à Pékin, où il s'incline dès les qualifications avec 7,75 m. En début de saison 2009, Mauro da Silva établit un nouveau record du Brésil en salle en établissant la marque de 8,04 m à Linz. L'année suivante, il remporte la médaille de bronze des championnats ibéro-américains de San Fernando, derrière le Cubain Wilfredo Martínez et l'Espagnol Joan Lino Martínez. En septembre 2011, à São Paulo, le Brésilien porte son record personnel à 8,27 m (+1,1 m/s).
Mauro Vinícius da Silva établit la meilleure performance mondiale de l'année lors du concours des qualifications des championnats du monde en salle 2012 d'Istanbul avec la marque de 8,28 m, améliorant de 24 cm son propre record national. Le lendemain, il remporte le titre mondial avec 8,23 m, soit la même longueur que l'Australien Henry Frayne, les deux hommes étant départagés par leur deuxième meilleur essai (8,23 m pour da Silva et 8,17 m pour Frayne). Il participe aux Jeux olympiques d'été de 2012, à Londres, et se classe septième de la finale avec la marque de 8,01 m après avoir établi son meilleur saut de l'année en qualification avec 8,11 m.
En juin 2013, lors du meeting de São Paulo, il améliore de quatre centimètres son record personnel en atteignant la marque de 8,31 m (+1,4 m/s). En juillet, lors des championnats d'Amérique du Sud à Carthagène des Indes, en Colombie, Mauro Vinícius da Silva remporte son premier titre continental en établissant un nouveau record de la compétition avec 8,24 m (+1,8 m/s), devançant notamment le Péruvien Jorge McFarlane et le Panaméen Irving Saladino. En août 2013, il termine cinquième des championnats du monde de Moscou avec 8,24 m, échouant à trois centimètres seulement du Mexicain Luis Rivera, médaillé de bronze.
Lors des championnats du monde en salle 2014, à Sopot en Pologne, Mauro Vinícius da Silva parvient à conserver son titre mondial en égalant son propre record national en salle de 8,28 m, et ce à sa sixième et dernière tentative. Il devance le Chinois Li Jinzhe (8,23 m) et le Suédois Michel Tornéus (8,21 m).
Il remporte la médaille de bronze des Jeux sud-américains de 2014, des championnats d'Amérique du Sud 2015 et des championnats ibéro-américains 2016.
Il met un terme à sa carrière le 1er février 2020.

## Vie privée
Il est le partenaire de Giovana Cavaleti, médaillée d'or à l'heptathlon lors des Jeux sud-américains de 2018.

## Palmarès
| Date | Compétition                    | Lieu                 | Résultat | Marque |
| ---- | ------------------------------ | -------------------- | -------- | ------ |
| 2010 | Championnats ibéro-américains  | San Fernando         | 3e       | 7,60 m |
| 2012 | Championnats du monde en salle | Istanbul             | 1er      | 8,23 m |
| 2012 | Jeux olympiques d'été          | Londres              | 7e       | 8,01 m |
| 2013 | Championnats d'Amérique du Sud | Carthagène des Indes | 1er      | 8,24 m |
| 2013 | Championnats du monde          | Moscou               | 5e       | 8,24 m |
| 2014 | Championnats du monde en salle | Sopot                | 1er      | 8,28 m |
| 2014 | Championnats ibéro-américains  | Sao Paulo            | 6e       | 7,56 m |
| 2014 | Jeux sud-américains            | Santiago             | 3e       | 7,88 m |
| 2015 | Championnats d'Amérique du Sud | Lima                 | 3e       | 7,81 m |
| 2016 | Championnats ibéro-américains  | Rio de Janeiro       | 3e       | 7,71 m |

## Records
| Épreuve          | Épreuve   | Marque      | Lieu           | Date                    |
| ---------------- | --------- | ----------- | -------------- | ----------------------- |
| Saut en longueur | Plein air | 8,31 m      | São Paulo      | 7 juin 2013             |
| Saut en longueur | En salle  | 8,28 m (NR) | Istanbul Sopot | 9 mars 2012 8 mars 2014 |